# Vlambeer
Vlambeer is een Nederlandse onafhankelijke computerspelontwikkelaar gevestigd in Utrecht. Vlambeer was opgericht in 2010 en bestaat uit twee werknemers: Rami Ismail en Jan Willem Nijman. De studio staat bekend om computerspellen als Super Crate Box (2010), Serious Sam: The Random Encounter (2011), Ridiculous Fishing (2013), Luftrausers (2014) en Nuclear Throne (2015), evenals om zijn positie op het klonen van computerspellen.

## Geschiedenis

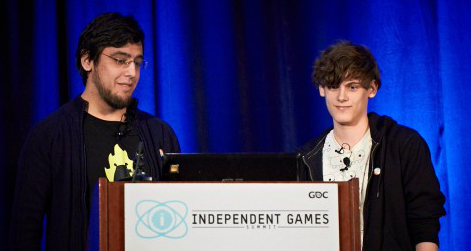
Vlambeer's Rami Ismail (links) en Jan Willem Nijman op de Game Developers Conference 2013

Vlambeer is in 2010 opgericht door Rami Ismail en Jan Willem Nijman nadat beiden waren gestopt met een game design opleiding aan de Hogeschool voor de Kunsten Utrecht. Volgens Ismail hadden ze een spel buiten schooltijd om ontwikkeld, maar toen de school erachter kwam, eiste de school de rechten op het spel. Dit weigerde ze te doen, wat leidde tot hun beslissing om te stoppen met de opleiding. Ismail en Nijman begonnen samen te werken aan de ontwikkeling van een prototype, oorspronkelijk gemaakt door Nijman, genaamd "Crates from Hell". Het werd uitgebracht op 11 mei 2010 als Super Crate Box en gaf de studio erkenning toen het finalist werd op de Independent Games Festival in de categorie Excellence in Design. Tijdens de ontwikkeling van Super Crate Box ontwikkelde Vlambeer ook Radical Fishing. Het werd uitgebracht in november 2010. Radical Fishing was de eerste van de vele spellen die door de studio werden uitgebracht onder het label "Not Vlambeer", dat de spellen van de studio omvat die zijn ontwikkeld voor geld of als experiment. 
Vlambeer werd benaderd door uitgever Devolver Digital om een spel te ontwikkelen in de Serious Sam- franchise. De studio en Devolver Digital kwamen overeen om een turn-based rollenspel te ontwikkelen en te publiceren. Het resultaat, Serious Sam: The Random Encounter, werd uitgebracht op 24 oktober 2011. Tijdens de ontwikkeling van Serious Sam: The Random Encounter heeft Vlambeer veel kleine spellen uitgebracht, met name Luftrauser. Vlambeer begon met de ontwikkeling van een iOS-versie van Radical Fishing genaamd Ridiculous Fishing. De ontwikkeling werd stopgezet nadat een in San Francisco gevestigde studio een kloon van Radical Fishing op iOS had uitgebracht. Dit zorgde voor discussie over het klonen van computerspellen en zorgde ervoor dat Vlambeer een min of meer icoon op het onderwerp werd. De term "Vlambeer'd" werd geïntroduceerd door verschillende media. In november 2013 werd het browserspel Vlambeer Clone Tycoon gelanceerd om een satirisch commentaar te geven op deze kwestie.
In februari 2012 bracht Vlambeer Gun Godz uit, een first-person shooter geïnspireerd door hiphop, in samenwerking met Brandon Boyer's Venus Patrol. Ridiculous Fishing werd genomineerd voor de prijs "Best Mobile" op het Independent Games Festival 2012. Op de conferentie waar de prijsuitreiking werd gehouden, bracht Vlambeer Yeti Hunter uit.
Op 2 december 2012 kondigde Vlambeer een vervolg aan op Luftrauser genaamd Luftrausers. Op 19 december 2012 bracht Vlambeer de iOS-versie van Super Crate Box uit. Het succes ervan zorgde ervoor dat de studio niet failliet ging vanwege de financiële gevolgen van het kloonincident. Op 14 maart 2013 bracht Vlambeer Ridiculous Fishing uit op iOS, nadat het zijn ontwikkeling had hervat.
In 2015 hebben ze geëxperimenteerd met het livestreamen van hun ontwikkelingsproces en hebben ze meer dan 12.000 betaalde abonnementen op hun Twitch-kanaal.
Op 5 december 2015 bracht Vlambeer Nuclear Throne uit, een top-down shooter roguelike die sinds 2013 in early access was op Steam. Het spel is uitgebracht voor Microsoft Windows, OS X, Linux, PlayStation 4 en PlayStation Vita en kreeg positieve recensies van gebruikers.
Op 8 augustus 2016 kondigde Vlambeer 120 Years Of Vlambeer And Friends. Bringing back arcade games since 1896, een kunst- en geschiedenisboek van het bedrijf geschreven door Arjan Terpstra en uitgegeven door Cook & Becker.
Ismail ontving de Ambassador Award tijdens de Game Developers Choice Awards van maart 2018 voor zijn steun aan de ontwikkeling van onafhankelijke computerspellen via zowel Vlambeer als andere activiteiten.
Op 4 april 2024 werd bekend dat Nijman alleen doorging met Vlambeer. Deze beslissing kwam nadat het bedrijf vanaf 2020 niet meer actief werkte aan nieuwe games. Nijman schreef op het platform X (Twitter) dat er ook verder gewerkt zou worden aan het spel Ultrabugs en er updates zouden komen voor Ridiculous Fishing EX.

## Spellen
- Super Puppy Boy
- Super Crate Box (2010)
- Karate (2011)
- Serious Sam: The Random Encounter (2011)
- GUN GODZ (2012)
- Yeti Hunter (2012)
- Ridiculous Fishing (2013)
- Luftrausers (2014)
- Nuclear Throne (2015)
- Ultrabugs (aangekondigd in 2020)[17]